# Spice 1
Spice 1 (* 1970 in Bryan, Texas; richtiger Name Robert L. Green, Jr.) ist ein US-amerikanischer Rap-Musiker.

## Karriere
Aufgewachsen ist Robert Green in Oakland, Kalifornien. Entdeckt wurde er von dem dort herstammenden Westcoast-Rapper Too Short. Mit seinem 1991 veröffentlichten Debütalbum Let It Be Known, das Platz 69 in den R&B-/Hip-Hop-Charts erreichte, konnte er erste Aufmerksamkeit erregen. Das zweite Album, das seinen Rappernamen Spice 1 trägt, schaffte es dann schon auf Platz 1 der US-Heatseekers-Charts und unter die Top 100 der Verkaufscharts. Das folgende Album 187 He Wrote war dann Nummer 1 der R&B/Hip-Hop-Charts und mit Platz 10 in den Billboard 200 sein erfolgreichstes Album. "187" ist der US-amerikanische Polizeicode für "Mord". Spice 1 gehört zu den Gangster-Rappern und er ist bekannt für seinen wütenden und pessimistischen Stil. Neben den heftigen Texten sind auf dem Album auch nachgestellte Schießereien zu hören.
Album Nummer vier, AmeriKKKa´s Nightmare, knüpfte inhaltlich und vom Erfolg an die beiden Vorgänger an. Es belegte Platz 2 in den R&B-/Hip-Hop-Charts und wurde, wie auch schon Album zwei und drei, mit Gold ausgezeichnet (500.000 verkaufte Tonträger). Auch die nächsten beiden Alben erreichten noch die Top 5 der R&B- und Top 40 der Verkaufscharts, danach ließ aber Ende der 90er der große Erfolg nach. Er veröffentlicht weiterhin regelmäßig Alben fast im Jahresrhythmus. Dazu kommen noch mehrere Alben zusammen mit anderen Künstlern wie Gangster-Rapper MC Eiht. Spice 1 konnte bislang 12 Alben in den R&B-/Hip-Hop-Charts platzieren.

## Diskografie

### Als Solokünstler
- 1991: Let It Be Known
- 1992: Spice 1
- 1993: 187 He Wrote
- 1994: AmeriKKKa´s Nightmare
- 1995: 1990-Sick
- 1997: The Black Bossalini (a.k.a. Dr. Bomb from da Bay)
- 1999: Immortalized
- 2000: The Last Dance
- 2002: Spiceberg Slim
- 2004: The Ridah
- 2005: Dyin' 2 Ball
- 2005: The Truth
- 2007: Thug Association
- 2008: Thug Reunion
- 2009: Home Street Home

### Kollaborationen

#### Mit The Criminalz
- 2001: Criminal Activity

#### Mit Thug Lordz
- 2006: Trilogy

#### Mit MC Eiht
- 2004: Pioneers
- 2006: Keep It Gangsta

#### Mit Bad Boy
- 2003: NTA: National Thug Association

#### Mit Jayo Felony
- 2007: Criminal Intent